# 재즈 오
재즈 오 (Jaz-O, 본명: Jonathan Burks, 1964년 10월 4일 ~ )는 미국의 힙합 가수이다. 예전 제이 지의 스승이자 멘토였지만 현재는 대립 중이다.

## 음반 목록
정규 앨범
- Word to the Jaz (1989)
- To Your Soul (1990)
- Ya Don't Stop (1991)
- The Marksman (2009)

콜라보레이션
- H.P. Gets Busy SP 7" (1986) - with Jay-Z, Joy and Easy L.B. in short-lived group High Potent
- Kingz Kounty (2002) - with The Immobilarie Present